# Landtagswahl in Bayern 1966
- SPD: 79
- CSU: 110
- NPD: 15

- Regierung: 110
- Opposition: 94

Die Landtagswahl in Bayern 1966 fand am 20. November 1966 statt. Es war die Wahl für die 6. Wahlperiode des Bayerischen Landtags.  Die Wahlbeteiligung lag bei 80,6 %.

## Ausgangspunkt
Es galt eine 10-%-Sperrklausel auf Ebene der Bezirke, d. h. eine Partei musste in mindestens einem der Bezirke 10 % der gültigen Stimmen erreichen, um in den Landtag einzuziehen.
Wie bereits bei der Wahl 1962 bewarben sich Ministerpräsident Alfons Goppel (CSU) und der SPD-Fraktionsvorsitzende Volkmar Gabert erneut um das Amt des Ministerpräsidenten.

## Ergebnis
Obwohl die SPD mit 35,8 % ihr bis heute bestes Ergebnis bei einer bayerischen Landtagswahl erzielte, konnte sie es nicht verhindern, dass die CSU ihre absolute Mehrheit der Mandate verteidigte.
Bei dieser Wahl zog die NPD zum ersten – und bisher einzigen – Mal in den Bayerischen Landtag ein. Sie holte in Franken 12,2 %.  Die Bayernpartei und die FDP verpassten erstmals den Einzug in den Landtag.
Die CSU bildete daher eine Alleinregierung unter der Führung von Alfons Goppel (Kabinett Goppel II).
| Partei | Erst- stimmen | Zweit- stimmen | Summe     | Summe in Prozent | Sitze |
| ------ | ------------- | -------------- | --------- | ---------------- | ----- |
| CSU    | 2.549.610     | 2.524.732      | 5.074.342 | 48,14 %          | 110   |
| SPD    | 1.939.685     | 1.829.288      | 3.768.973 | 35,76 %          | 79    |
| NPD    | 402.228       | 379.585        | 781.813   | 7,42 %           | 15    |
| FDP    | 258.646       | 280.485        | 539.131   | 5,11 %           | —     |
| BP     | 189.399       | 171.773        | 361.172   | 3,43 %           | —     |
| GDP    | 7.302         | 7.947          | 15.249    | 0,14 %           | —     |